# Alcohol Is Free
Singles représentant la Grèce au Concours Eurovision de la chanson
Aphrodisiac
(2012) Rise Up
(2014)
Alcohol Is Free (en français, « L'alcool est gratuit ») est une chanson du groupe grec Koza Mostra et de Agáthonas Iakovídis. Elle est surtout connue pour être la chanson qui représenta la Grèce au Concours Eurovision de la chanson 2013 qui eut lieu à Malmö en Suède. La chanson était en compétition lors de la deuxième demi-finale le 16 mai 2013 pour obtenir une place en finale, le 18 mai.